# Джулиано Монталдо
Джулиано Монталдо (на италиански: Giuliano Montaldo; 22 февруари 1930 г. - 6 септември 2023 г. в Генуа) е италиански филмов режисьор, носител на награда „Давид на Донатело“. 

## Биография
Докато е студент Монталдо е привлечен от режисьора Карло Лизани за главната роля във филма Achtung! Banditi! (1951). След това той става асистент-режисьор на Лизани и на Джило Понтекорво и играе във филма от 1955 г. Gli Sbandati.
През 1960 г. прави своя дебют като режисьор с Tiro al piccione, филм за партизанската съпротива, който участва на Венецианския кинофестивал през 1961 г. През 1965 г. той пише сценария и режисира Una bella grinta, цинично представяне на икономическия бум в Италия, който получава Специалната награда на журито на Берлинския кинофестивал. След това режисира продукцията Голям шлем (1967), в който играят международните звезди Едуард Г. Робинсън, Клаус Кински и Джанет Лий. Режисьорската му кариера продължава с Gott mit uns (1969) и Sacco and Vanzetti (1971), филм за злоупотребите с военна, юридическа и религиозна власт. През 1990 г. режисира Tempo di uccidere (Време за убиване) с Никълъс Кейдж.
През 1982 г. режисира колосалния минисериал Марко Поло, който печели награда Еми за минисериал.

## Филмография
- Tiro al piccione (1961)
- Nudi per vivere (1964) – документален филм
- Extraconiugale, episodio La moglie svedese (1964)
- Una bella grinta (1965)
- Ad ogni costo (1967)
- Dio è con noi (1969)
- Gli intoccabili (1969)
- Sacco e Vanzetti (1971)
- Giordano Bruno (1973)
- L'Agnese va a morire (1976)
- Circuito chiuso (1978) – тв филм
- Il giocattolo (1979)
- Arlecchino (1982)
- Marco Polo (1982) – минисериал
- L'addio a Enrico Berlinguer (1984)
- Il giorno prima (1987)
- Gli occhiali d'oro (1987)
- |Tempo di uccidere (1991)
- Ci sarà una volta (1992) – документален филм
- Le stagioni dell'aquila (1997) – документален филм
- I Demoni di San Pietroburgo (2008)